# Noumena
Noumena est un groupe de death metal mélodique finlandais, originaire d'Ähtäri. Formé en 1998, le groupe est composé de cinq membres. Ilkka Unnbom à la batterie, Antti Haapanen à la voix, Hannu Savolainen à la basse, Ville Lamminaho et Tuukka Tuomela à la guitare.

## Biographie
Le nom du groupe vient du mot grec ancien νοούμενoν (nooumenon), un terme philosophique notamment utilisé par Emmanuel Kant. Noumena lance sa carrière en 1998 avec leur démo Aeons contenant seulement trois morceaux. La démo est enregistrée au Studio Etnovox et produit par Jruha Remsu, en juin la même année. Ils décident de continuer avec une autre démo, For the Fragile One, en 1999. Le groupe parvient à conclure un contrat avec un label de Singapour, qui fera peu de temps après faillite. En novembre, le groupe entre aux Astia Studios avec Anssi Kippo et Jussi Jauhiainen pour d'autres démos.
Entre 1999 et 2002, le groupe ne fait que des tournées en Europe et Asie. En août 2002, Noumena sort son premier album Pride/Fall au label australien Catharsis Records. Avec des compilations de 2004, ils sortent une démo promo intitulée The Tempter. En 2005 sort leur deuxième album, Absence. L'année qui suit, ils sortent un maxi album Triumph and Loss. En juillet 2007, ils terminent l'enregistrement de leur troisième album, The Anatomy of Life, qui est enregistré et mixé au Studio Sundi Coop par Tuomo Valtonen et masterisé aux studios Finnvox par Mika Jussila. Après deux ans d'accalmie, le groupe annonce en 2009 être sans label.
En 2012, le groupe fonde son propre label, Haunted Zoo Productions, avec lequel ils produisent en 2013 l'album Death Walks With Me. En 2013, ils publient un clip de la chanson Sleep. En avril 2016, Noumena annonce la réédition des deuxième et troisième albums, Absence et Anatomy of Life pour le 29 avril 2016 en format double CD digipack accompagnés de cinq chansons bonus. La version digipack sera publiée par Haunted Zoo Productions. Ils annoncent par la même occasion la sortie d'un nouvel album pour fin 2016.
En 2017, le groupe annonce leur cinquième album, intitulé Myrrys pour le 28 avril. L'album est mixé par Dan Swanö. Le nom de l'album est du vieux finlandais et fait référence à la rage, le tumulte. Le visuel de l'album est l'œuvre de l'artiste finlandais Otto Lehtonen. Chaque membre du groupe participe à l'écriture des différents titres. L'album est enregistré en Russie par le label russe Fono tLtd. L'album est produit par le label Haunted Zoo Productions.
Le titre d'ouverture de l'album Metsän Viha fait l'objet d'une lyric vidéo diffusée le 23 mars. Le morceau est composé par le guitariste Tuukka Tuomela.

## Membres
- Hannu Savolainen - basse (depuis 1998)
- Ilkka Unnbom - batterie (depuis 1998)
- Ville Lamminaho - guitare (depuis 1998), chœurs (depuis 1998)
- Tuukka Tuomela - guitare (depuis 1998), chœurs (depuis 1998)
- Antti Haapanen - chant (depuis 1998)
- Suvi Uura - chant féminin (depuis 2009)

## Discographie

### EP
- 2006 : Triumph and Loss

### Démo et promos
- 1998 : Aeons
- 1999 : For The Fragile One
- 2004 : The Tempter

## Vidéographie

### Clips
- 2002 : The Heralds Of Fall, tiré de Pride/Fall, dirigé par Jussi Vesala
- 2013 : Sleep, tiré de Death Walks With Me, dirigé par Jyrki Murtomäki
- 2017 : Kirouksen kantaja, tiré de Myrrys, dirigé par Jyrki Muromäki
- 2020 : Death Walks With Me, tiré de Death Walks With Me en version acoustique avec paroles
- 2021 : Joutsen, tiré de Anima, dirigé par Jaakko Manninen

### Lyric vidéos
- 2013 : Handful Of Dust, tiré de Death Walks With Me
- 2017 : Metsän Viha, tiré de Myrrys
- 2020 : Saatto, tiré d'Anima
- 2020 : Murtuneet, tiré d'Anima
- 2022 : Ihmisen tie, tiré du single du même nom, réalisé par Ville Lamminaho
- 2022 : Murhenäytelmä, tiré du single du même nom

### Vidéos live
- 2019 : Live at Bar Loose, enregistré au Bar Loose, Helsinki le 28 mars